# Polikarpov UTI-4

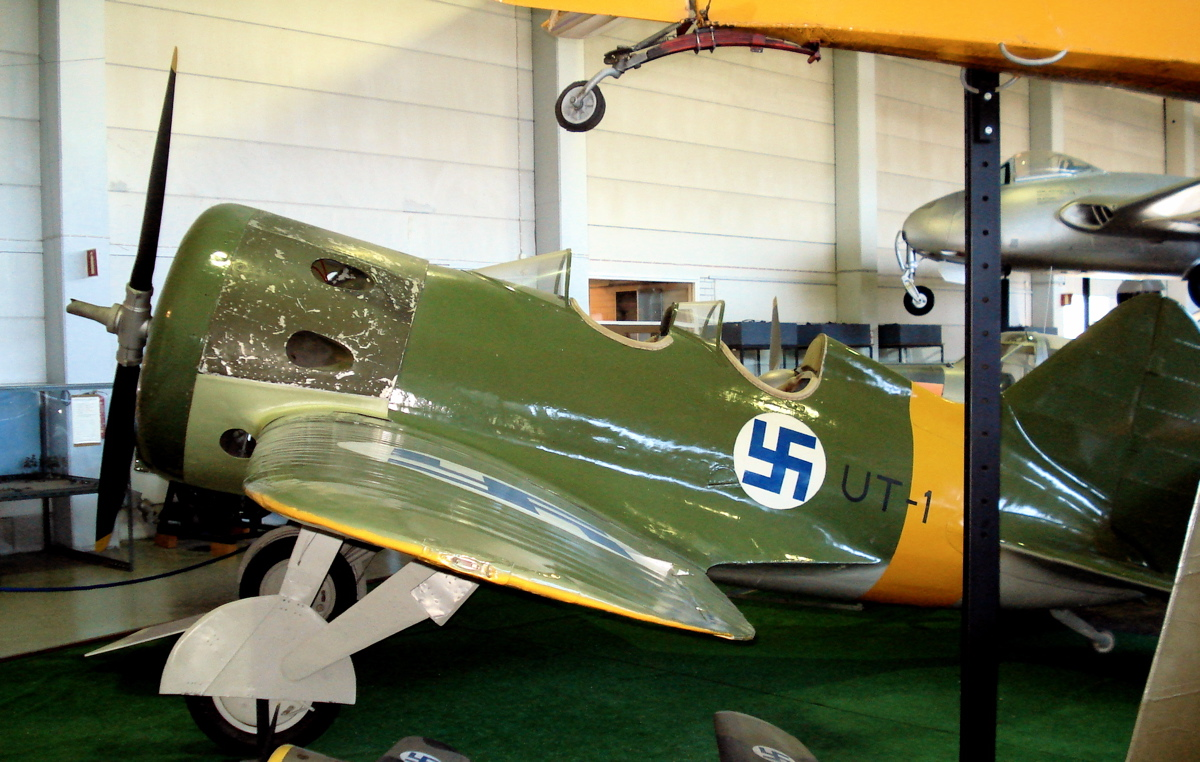
Polikarpov UTI-4 expuesto en el museo de Helsinki con las insignias finelandesas.

El avión UTI-4 (en ruso: «УТИ-4») fue la versión biplaza del Polikarpov I-16 utilizado principalmente por la Fuerza Aérea Soviética como preparador de pilotos de caza.
Debido a la necesidad de un entrenador de caza, inicialmente Polikarpov se basó en el modelo I-5, que no entró en producción, y se adaptó en base al Polikarpov I-16, inicialmente con motor M-21, pero al haber cesado su producción, se montó con el motor M-25, dando lugar al Polikarpov UTI-4 modelo 15, siendo este el modelo más fabricado de entrenador de cazas en la segunda mitad de la década de 1930.

## Denominación UT («УТ»)
La denominación UT («УТ») corresponde a aviones de aprendizaje (Uchebno-Trenirovochnyi) no identificando ni al diseñados ni al fabricante, lo que puede crear mucha confusión a la identificación de los aviones. A partir de 1944 se adoptó como norma identificar las aeronaves con las iniciales de su diseñador. Casi todos los aviones de la postguerra saldrán con su versión UT («УТ») o UTI («УТИ») de entrenamiento biplaza.